# Twoja siostra (singel)
Twoja Siostra – singel Skolima, Hellfielda oraz Divixa, pochodzący z albumu „Król Latino”, który został wydany 16 czerwca 2023.

## Twórcy
Opracowane na podstawie materiałów źródłowych.
- Skolim – tekst, wokal, kompozycja
- Hellfield – tekst, wokal, kompozycja
- Divix – tekst, wokal, kompozycja
- Mateusz Chmielewski – produkcja

## Lista utworów
- Digital download[1]

1. „Twoja Siostra” – 2:27

## Teledysk
Do utworu powstał teledysk, który udostępniono 16 czerwca 2023 za pośrednictwem serwisu YouTube.

## Certyfikaty i sprzedaż
| Kraj          | Certyfikat  | Sprzedaż |
| ------------- | ----------- | -------- |
| Polska (ZPAV) | złota płyta | 25 000+  |